# Chilantaisaurus
Chilantaisaurus ("lagarto do Lago Jilantai") é um gênero de grande dinossauro terópode, possivelmente um neovenatorídeo ou um coelurossauro primitivo, da Formação Ulansuhai do Cretáceo Superior da China (idade Turoniana, cerca de 92 milhões de anos atrás). A espécie-tipo, C. tashuikouensis, foi descrita por Hu em 1964.

## Descrição

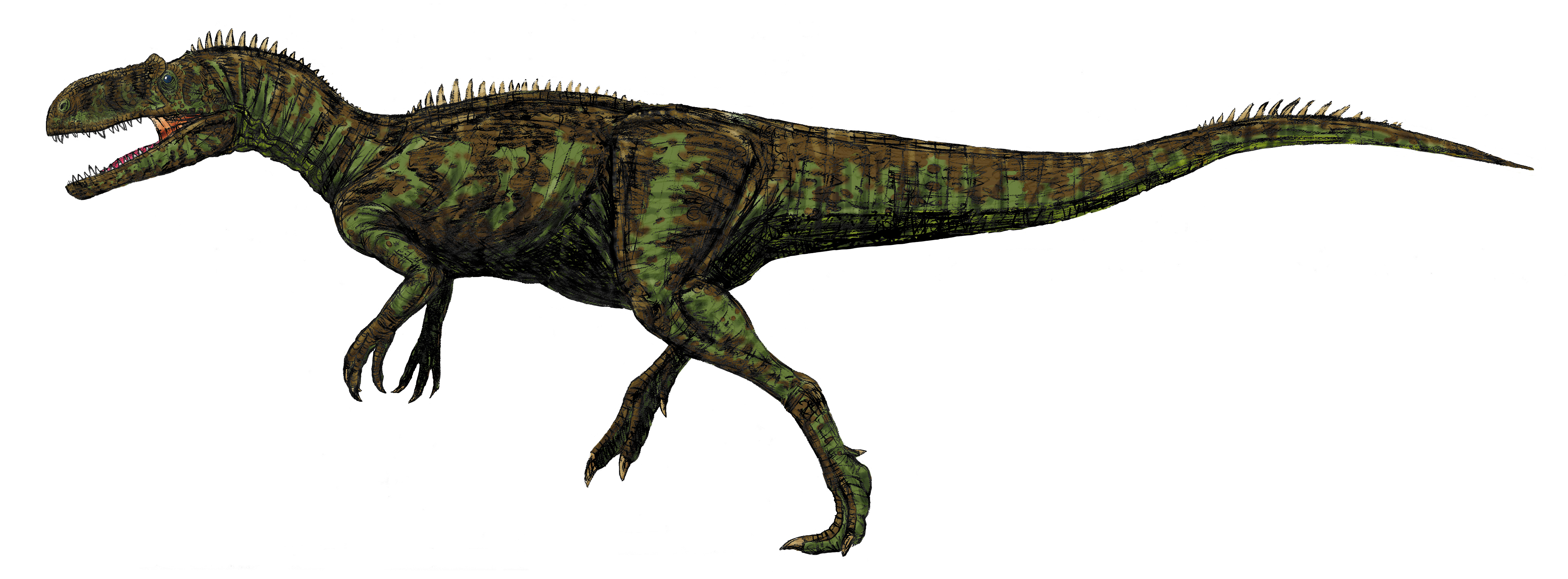
Restauração do animal em vida

Chilantaisaurus era um grande terópode, estimado pesando entre 2,5 toneladas até 4 toneladas. Em 2010, Brusatte et al. estimou que pesava 6.000 kg, com base nas medições do comprimento do fêmur. No entanto, considerando que maior circunferência femoral indica maior capacidade de suportar maiores cargas locomotoras (não maior massa corporal), o estudo de 2020 moderou a massa corporal do holótipo em 3,71 toneladas. Estima-se que tivesse cerca de 11 m a 13 m de comprimento.

## Classificação
Hu considerou o Chilantaisaurus um carnossauro relacionado ao Allosaurus, embora alguns estudos posteriores tenham sugerido que ele pode ser um espinossauróide, possivelmente um membro primitivo da família dos espinossaurídeos (Sereno, 1998; Chure, 2000; Rauhut, 2001) porque as grandes garras nos membros anteriores são consideradas exclusivas desse grupo. Outros estudos sugeriram que poderia ser um membro de um ramo alternativo dos terópodes neotetanuranos, com algumas semelhanças com alossauróides, espinossauróides e coelurossauros.
Um estudo de 2009 observou que era difícil descartar a possibilidade de que Chilantaisaurus fosse o mesmo animal que o carnossauro Shaochilong, da mesma formação geológica. No entanto, eles notaram uma enorme diferença de tamanho entre os dois.  Um estudo mais aprofundado por Benson, Carrano e Brusatte considerou que este não era tão intimamente relacionado com Shaochilong como se pensava inicialmente, mas que era um carnossauro (da família Neovenatoridae), intimamente relacionado com Allosaurus como Hu havia pensado inicialmente. A análise filogenética publicada por Porfiri et al. em 2018 recuperou o Chilantaisaurus como um coelurossauro primitivo.

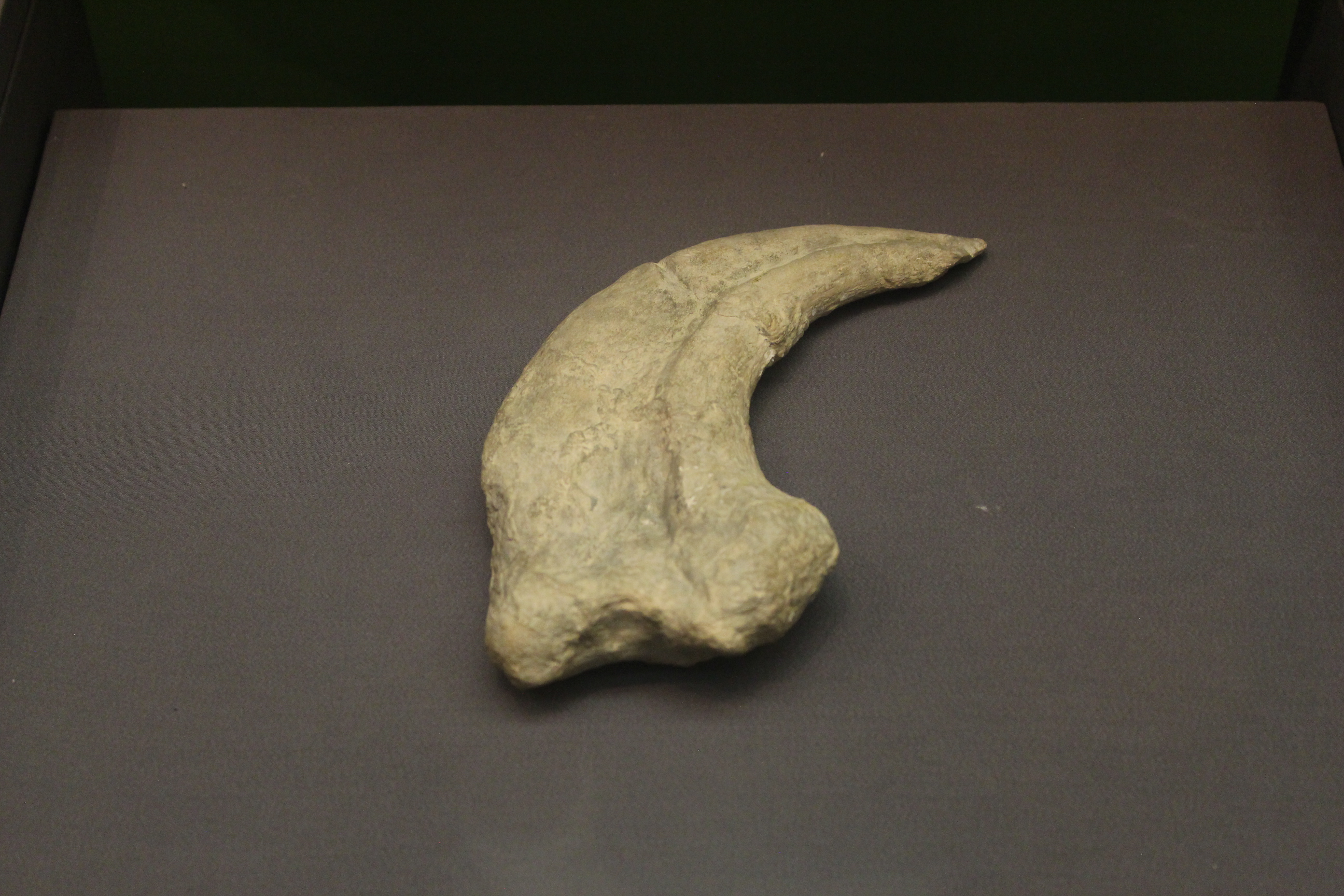
Osso da garra (ungueal), Museu de História Natural de Tianjin

Várias espécies foram descritas com base em restos muito pobres. A espécie "Chilantaisaurus" sibiricus (anteriormente conhecida informalmente como Allosaurus? sibiricus ou Antrodemus? sibiricus) é baseada em um único metatarso distal descoberto em 1915 no Turginskaya Svita da República Socialista Soviética Autônoma de Buryat, Rússia, datado do período Cretáceo Inferior (Fases Berriasiana a Hauteriviana). É mal descrito, então suas relações não podem ser determinadas com precisão (Chure, 2000) e sua colocação como uma espécie de Chilantaisaurus é altamente questionável. "Chilantaisaurus" maortuensis foi reclassificado como Shaochilong maortuensis em 2009.
Uma espécie adicional nomeada em 1979, "Chilantaisaurus" zheziangensis, baseada em ossos do pé e uma tíbia parcial, é na verdade um táxon de terizinossauro.
O cladograma abaixo segue uma análise de 2016 de Sebastián Apesteguía, Nathan D. Smith, Rubén Juarez Valieri e Peter J. Makovicky com base no conjunto de dados de Carrano et al. (2012).
|  | Deltadromeus |
|  |              |
|  | Gualicho     |
|  |              |

|  | Neovenator                                                      |
|  |                                                                 |
|  | \| \| Chilantaisaurus \| \| \| \| \| \| Megaraptora \| \| \| \| |
|  |                                                                 |
|  | Chilantaisaurus                                                 |
|  |                                                                 |
|  | Megaraptora                                                     |
|  |                                                                 |

|  | Chilantaisaurus |
|  |                 |
|  | Megaraptora     |
|  |                 |

|  | Deltadromeus |
|  |              |
|  | Gualicho     |
|  |              |

|  | Neovenator                                                      |
|  |                                                                 |
|  | \| \| Chilantaisaurus \| \| \| \| \| \| Megaraptora \| \| \| \| |
|  |                                                                 |
|  | Chilantaisaurus                                                 |
|  |                                                                 |
|  | Megaraptora                                                     |
|  |                                                                 |

|  | Chilantaisaurus |
|  |                 |
|  | Megaraptora     |
|  |                 |

|  | Deltadromeus |
|  |              |
|  | Gualicho     |
|  |              |

|  | Neovenator                                                      |
|  |                                                                 |
|  | \| \| Chilantaisaurus \| \| \| \| \| \| Megaraptora \| \| \| \| |
|  |                                                                 |
|  | Chilantaisaurus                                                 |
|  |                                                                 |
|  | Megaraptora                                                     |
|  |                                                                 |

|  | Chilantaisaurus |
|  |                 |
|  | Megaraptora     |
|  |                 |

|  | Deltadromeus |
|  |              |
|  | Gualicho     |
|  |              |

|  | Neovenator                                                      |
|  |                                                                 |
|  | \| \| Chilantaisaurus \| \| \| \| \| \| Megaraptora \| \| \| \| |
|  |                                                                 |
|  | Chilantaisaurus                                                 |
|  |                                                                 |
|  | Megaraptora                                                     |
|  |                                                                 |

|  | Chilantaisaurus |
|  |                 |
|  | Megaraptora     |
|  |                 |

|  | Deltadromeus |
|  |              |
|  | Gualicho     |
|  |              |

|  | Neovenator                                                      |
|  |                                                                 |
|  | \| \| Chilantaisaurus \| \| \| \| \| \| Megaraptora \| \| \| \| |
|  |                                                                 |
|  | Chilantaisaurus                                                 |
|  |                                                                 |
|  | Megaraptora                                                     |
|  |                                                                 |

|  | Chilantaisaurus |
|  |                 |
|  | Megaraptora     |
|  |                 |

|  | Deltadromeus |
|  |              |
|  | Gualicho     |
|  |              |

|  | Neovenator                                                      |
|  |                                                                 |
|  | \| \| Chilantaisaurus \| \| \| \| \| \| Megaraptora \| \| \| \| |
|  |                                                                 |
|  | Chilantaisaurus                                                 |
|  |                                                                 |
|  | Megaraptora                                                     |
|  |                                                                 |

|  | Chilantaisaurus |
|  |                 |
|  | Megaraptora     |
|  |                 |

|  | Deltadromeus |
|  |              |
|  | Gualicho     |
|  |              |

|  | Neovenator                                                      |
|  |                                                                 |
|  | \| \| Chilantaisaurus \| \| \| \| \| \| Megaraptora \| \| \| \| |
|  |                                                                 |
|  | Chilantaisaurus                                                 |
|  |                                                                 |
|  | Megaraptora                                                     |
|  |                                                                 |

|  | Chilantaisaurus |
|  |                 |
|  | Megaraptora     |
|  |                 |

|  | Deltadromeus |
|  |              |
|  | Gualicho     |
|  |              |

|  | Neovenator                                                      |
|  |                                                                 |
|  | \| \| Chilantaisaurus \| \| \| \| \| \| Megaraptora \| \| \| \| |
|  |                                                                 |
|  | Chilantaisaurus                                                 |
|  |                                                                 |
|  | Megaraptora                                                     |
|  |                                                                 |

|  | Chilantaisaurus |
|  |                 |
|  | Megaraptora     |
|  |                 |

|  | Deltadromeus |
|  |              |
|  | Gualicho     |
|  |              |

|  | Neovenator                                                      |
|  |                                                                 |
|  | \| \| Chilantaisaurus \| \| \| \| \| \| Megaraptora \| \| \| \| |
|  |                                                                 |
|  | Chilantaisaurus                                                 |
|  |                                                                 |
|  | Megaraptora                                                     |
|  |                                                                 |

|  | Chilantaisaurus |
|  |                 |
|  | Megaraptora     |
|  |                 |

|  | Deltadromeus |
|  |              |
|  | Gualicho     |
|  |              |

|  | Neovenator                                                      |
|  |                                                                 |
|  | \| \| Chilantaisaurus \| \| \| \| \| \| Megaraptora \| \| \| \| |
|  |                                                                 |
|  | Chilantaisaurus                                                 |
|  |                                                                 |
|  | Megaraptora                                                     |
|  |                                                                 |

|  | Chilantaisaurus |
|  |                 |
|  | Megaraptora     |
|  |                 |

|  | Deltadromeus |
|  |              |
|  | Gualicho     |
|  |              |

|  | Neovenator                                                      |
|  |                                                                 |
|  | \| \| Chilantaisaurus \| \| \| \| \| \| Megaraptora \| \| \| \| |
|  |                                                                 |
|  | Chilantaisaurus                                                 |
|  |                                                                 |
|  | Megaraptora                                                     |
|  |                                                                 |

|  | Chilantaisaurus |
|  |                 |
|  | Megaraptora     |
|  |                 |

|  | Deltadromeus |
|  |              |
|  | Gualicho     |
|  |              |

|  | Neovenator                                                      |
|  |                                                                 |
|  | \| \| Chilantaisaurus \| \| \| \| \| \| Megaraptora \| \| \| \| |
|  |                                                                 |
|  | Chilantaisaurus                                                 |
|  |                                                                 |
|  | Megaraptora                                                     |
|  |                                                                 |

|  | Chilantaisaurus |
|  |                 |
|  | Megaraptora     |
|  |                 |

|  | Deltadromeus |
|  |              |
|  | Gualicho     |
|  |              |

|  | Neovenator                                                      |
|  |                                                                 |
|  | \| \| Chilantaisaurus \| \| \| \| \| \| Megaraptora \| \| \| \| |
|  |                                                                 |
|  | Chilantaisaurus                                                 |
|  |                                                                 |
|  | Megaraptora                                                     |
|  |                                                                 |

|  | Chilantaisaurus |
|  |                 |
|  | Megaraptora     |
|  |                 |

|  | Deltadromeus |
|  |              |
|  | Gualicho     |
|  |              |

|  | Neovenator                                                      |
|  |                                                                 |
|  | \| \| Chilantaisaurus \| \| \| \| \| \| Megaraptora \| \| \| \| |
|  |                                                                 |
|  | Chilantaisaurus                                                 |
|  |                                                                 |
|  | Megaraptora                                                     |
|  |                                                                 |

|  | Chilantaisaurus |
|  |                 |
|  | Megaraptora     |
|  |                 |

|  | Deltadromeus |
|  |              |
|  | Gualicho     |
|  |              |

|  | Neovenator                                                      |
|  |                                                                 |
|  | \| \| Chilantaisaurus \| \| \| \| \| \| Megaraptora \| \| \| \| |
|  |                                                                 |
|  | Chilantaisaurus                                                 |
|  |                                                                 |
|  | Megaraptora                                                     |
|  |                                                                 |

|  | Chilantaisaurus |
|  |                 |
|  | Megaraptora     |
|  |                 |

|  | Deltadromeus |
|  |              |
|  | Gualicho     |
|  |              |

|  | Neovenator                                                      |
|  |                                                                 |
|  | \| \| Chilantaisaurus \| \| \| \| \| \| Megaraptora \| \| \| \| |
|  |                                                                 |
|  | Chilantaisaurus                                                 |
|  |                                                                 |
|  | Megaraptora                                                     |
|  |                                                                 |

|  | Chilantaisaurus |
|  |                 |
|  | Megaraptora     |
|  |                 |